# Colostethus mandelorum
Colostethus mandelorum là một loài ếch trong họ Dendrobatidae. Chúng là loài đặc hữu của Venezuela.
Các môi trường sống tự nhiên của chúng là các khu rừng vùng núi ẩm nhiệt đới hoặc cận nhiệt đới, vùng cây bụi nhiệt đới hoặc cận nhiệt đới vùng đất cao, sông, và đầm nước ngọt có nước theo mùa. Loài này đang bị đe dọa do mất môi trường sống.